# Human Pathology
Human Pathology, abgekürzt Hum. Pathol., ist eine wissenschaftliche Fachzeitschrift, die vom Elsevier-Verlag veröffentlicht wird. Sie erscheint mit 12 Ausgaben im Jahr. Es werden Arbeiten veröffentlicht, die sich mit der anatomischen Pathologie beschäftigen.
Der Impact Factor lag im Jahr 2014 bei 2,769. Nach der Statistik des ISI Web of Knowledge wird das Journal mit diesem Impact Factor in der Kategorie Pathologie an 21. Stelle von 75 Zeitschriften geführt.